# 五氯苯甲硫醚
五氯苯甲硫醚是一种有机化合物，化学式为C7H3Cl5S。它可由五氯苯硫酚和氢氧化钠反应，再与硫酸二甲酯反应制得。在自然界中，它可以由生物转化五氯硝基苯产生。它可以被硝酸或在通电下被氧气氧化为甲基五氯苯基亚砜。